# 德雷德諾特角
德雷德諾特角（英語：Dreadnought Point），是南極洲的海岬，位於葛拉漢地的詹姆斯羅斯島，處於克羅夫特灣西部，在1953年8月由英國研究隊測量，現時由南極條約體系管理。